# شبگز چرخ‌دار
شبگز چرخ‌دار (نام علمی: Arilus cristatus) نام یک گونه از تیره سن ضارب است.